# Modré pleso
Modré pleso je jezero v Dolince pod Sedielkom v horní části Malé Studené dolině ve Vysokých Tatrách na Slovensku. Má rozlohu 0,4025 ha. Je 73 m dlouhé a stejně i široké. Dosahuje maximální hloubky 4,5 m. Jeho objem činí 4315 m³. Leží v nadmořské výšce 2189 m a je tedy nejvýše položeným stálým plesem v Tatrách. Výše leží jen nestálé Baranie pliesko.

## Okolí
Severovýchodně nad plesem se zvedá Ľadový hrebeň, který je na severu zakončen Malým Ľadovým štítem. Na severozápadě probíhá Hlavní hřeben Vysokých Tater přes Sedielko k Široké veži. Na jihu se nachází Priečné sedlo a na jihovýchodě se otevírá Malá Studená dolina.

## Vodní režim
Do pozdního léta bývá hladina přikrytá ledem a sněhem. Nemá povrchový přítok. Odtéká z něj jedna ze zdrojnic Malého Studeného potoka, který patří do povodí řeky Poprad. Rozměry jezera v průběhu času zachycuje tabulka:
| Rok     | Měření prováděl   | Rozloha ha | Délka m | Šířka m | Hloubka max.m | Objem m³ |
| ------- | ----------------- | ---------- | ------- | ------- | ------------- | -------- |
| 1961–67 | pracovníci TANAPu | 0,400      | 73      | 73      | 4,5           | [ 2 ]    |
| 2005    | Gregor, Pacl      | 0,4025     | [ 2 ]   | [ 2 ]   | 4,5           | 4315     |

## Přístup
Přístup je možný pěšky a to pouze v letním období od 16. června do 31. října. Ve vzdálenosti několika metrů od jihozápadního břehu vede  zelená turistická značka, která spojuje Malou Studenou dolinu s Javorovou dolinou.
- od Téryho chaty trvá výstup 45 minut. Vrátit se je možné stejnou cestou anebo pokračovat přes Sedielko do Javorové doliny.